# インディジェナス
インディジェナス（原居民、Indigenous、1993年 - 2004年）は香港の競走馬。アイルランド、香港、日本、イギリス、シンガポール、ドバイで走り通算70戦15勝の成績を残した。ジャパンカップにも3度遠征、1999年には単勝12番人気の低評価のなか2着に粘り、大穴を演出した。

## 戦績
- 香港国内で重賞に指定されている競走の内、国際グレードに指定されているものについては別に明記する。（→両者の違いについては国際グレードレース参照。）

### 生い立ち～欧州時代
インディジェナスは、1993年4月25日に、アイルランドのOldtown牧場で生を受け、その後Qualtronで馬名登録の上、1995年8月20日の2歳戦 (1400m) でデビューしたが、この時は7着に敗れた。しかし、その次に出走した9月10日の1600mの競走で初勝利を得た。その後もう一戦したが4着に敗れ、2歳戦を終えた。
明け3歳の1996年、短距離戦を一鞍使われた後に長距離路線に転向すると、2200mの3歳戦で勝利を飾り、長距離への適性を示した。その後数戦使われた後、6月28日の2400m戦で3勝目をあげ、それを最後に香港に移籍することになった。

### 香港時代

#### 1996/1997シーズン
インディジェナスと改名された後、香港初戦となった11月30日のハッピーバレー競馬場での1650m戦では、移籍初戦でもあって人気も無く、しかも競走中に何度か不利を受け7着に敗れ、次戦では3番人気に押されたものの、11頭中の9着と、期待を裏切る結果となった。しかしながら、沙田競馬場での初戦となった1997年1月12日の競走では、香港3戦目にして初勝利を得ると、続く香港ダービーでも人気薄ながら3着と健闘（ちなみに1着はオリエンタルエクスプレス（奔騰））した。ようやく実力を発揮し出したインディジェナスは、続くATV杯で4勝目を挙げたが、ここで調教師の梁錫麟が廉政公署の捜査を受ける事態が発生し、一時的に李立細調教師が管理することになった。
続いて、香港ゴールドカップ（香港G1）に出走したが7着、次走のクイーンエリザベス2世カップ（香港G1、国際G2）でも10着と大差負けし、本調子を欠く状況であった。
しかし、距離が2400mに伸びたシーズン最後のG1、香港チャンピオンズ&チャターカップ（6頭立て）では、10倍と人気を下げたものの2馬身差をつけて圧勝し、ついに香港でのG1初勝利を飾るとともに、一躍トップホースの仲間入りを果たした。

#### 1997/1998シーズン
李立細調教師が引退した為、I.W.アラン厩舎に移籍。シーズン初戦の11月8日のナショナル・パナソニックカップで2着に敗れると、続く11月23日の香港三冠第1弾スチュワーズカップ（香港G1）では3着、12月の香港国際ヴァーズ（香港G1、国際G2）では4着と今一歩の競馬が続いたが、明けて5歳の1998年となると、バジル・マーカス騎手を背に初戦のサンミゲルシルヴァータンカードハンデキャップ、次のセンテナリーヴァーズハンデキャップと上級条件戦を連勝。1戦おいて香港三冠第2弾の香港ゴールドカップ（香港G1）では、オリエンタルエクスプレスを下して待望のG1・2勝目を飾った。続くクイーンエリザベス2世カップ（香港G1、国際G2）ではオリエンタルエクスプレスの返り討ちに遭う（4着）が、その後のシャティンフューチュリティトロフィー（香港G2）では、同シーズンの香港ダービー馬ヨハンクライフ（告魯夫）を退け、続く香港三冠第3弾のチャンピオンズ&チャーターカップ（香港G1）では、7頭立ての単勝1.1倍の圧倒的支持に応え2連覇を飾るとともに、香港三冠のうち二冠を制覇した。

#### 1998/1999シーズン
エリック・サンマルタン騎手を背に、シーズン初戦となった雨の中の1600mのレースを快勝。ダグラス・ホワイト騎手に乗り代わって挑んだナショナル・パナソニックカップでも楽勝し、幸先のいいスタートを切った。しかしながら、ビリオンウイン、ヨハンクライフにオリエンタルエクスプレスといった、当時の香港を代表する名馬が揃ったスチュワーズカップ（香港G1）では中で1番人気に支持されたものの、4着に敗れてしまう。しかし、続く香港国際ヴァーズ（香港G1、国際G2）では、ダグラス・ホワイト騎手を背にカイタノ、ウンガロ、フルーツオブラブ、ストラテジックチョイスなどの強豪を向こうに回し見事勝利。長距離での絶対的な安定感を誇示した。
1999年、6歳になると、緒戦に2月18日のレースを選んだが、緒戦は脚部不安で出走を取り消した。但し症状は軽く、1ヶ月間の休養で3月の100周年記念杯に出走した。ただ、1000mでは明らかに距離不足で、陣営としても一叩きと言う感じでの出走であり、13頭立ての12着に終わった。しかしながら、2週間後に出走した香港ゴールドカップ（香港G1）では、実力を見せ付けて連覇を飾った。余勢を駆って出走したクイーンエリザベス2世カップ（香港G1、国際G2）は、ジムアンドトニックの2着に敗れ、3連覇をかけて臨んだチャンピオンズ&チャーターカップ（香港G1）では、単勝1.2倍の圧倒的人気に押されたが、頭差でオリエンタルエクスプレスの2着に惜敗した。しかし、シーズンを通しての活躍が評価され、このシーズンの年度代表馬に選ばれた。
香港でのオフシーズンとなる夏には、イギリスのキングジョージ6世&クイーンエリザベスダイヤモンドステークスに遠征を敢行。6着に敗れはしたが、デイラミらを向こうに回して互角に戦ったレース内容に大きく手応えを感じたようで、アラン調教師は次の目標にジャパンカップを選び調整を行うこととなった。

#### 1999/2000シーズン
11月6日のナショナル・パナソニックカップで復帰したが、夏場の遠征から休養期間が短い事と、距離1000mがファンから嫌われて25倍の人気薄で、レースも14頭立ての10着に敗れたが、陣営にとっては予定通りの一叩きでもあり、自信を持ってジャパンカップに参戦した。
香港では既に不動の人気を確立していたインディジェナスではあったが、日本では全くの無名であり、しかもこの年のジャパンカップでは、モンジューを筆頭に、各国から強豪が多数参戦していた事もあって、12番人気と全くの人気薄であった。しかし、道中先団につけたインディジェナスは、直線でもしぶとさを発揮し、1番人気のモンジューを振り切ってスペシャルウィークに1馬身差の2着に入る大健闘を見せた。
帰国後に出走した香港国際ヴァーズでは、直線窮屈になって伸びきれずに4着に敗れ、7歳になった2000年になってから出走した2戦は、距離1000mという事もあって良いところなく敗れたが、陣営ではドバイへの遠征を敢行、ドバイワールドカップに出走したが、ドバイミレニアムの8着に敗れ、香港に戻って出走したクイーンエリザベス2世カップでは、直線良く追い込んだもののインダストリアリストの4着に惜敗、4たび出走したチャンピオンズ&チャーターカップでもハウスマスターの2着に惜敗してこの年を終えた。

#### 2000/2001シーズン以降～引退後
その後のシーズンは1勝もできなかったが、常に上位入線する活躍を見せた。2001年と2002年の2度出走したジャパンカップでは、それぞれ6着・7着と健闘を見せた。また、9歳の2002年には、クイーンエリザベス2世カップでエイシンプレストンとアグネスデジタルの日本馬2頭を猛追してクビ差の3着に入ると、続くシンガポール航空国際カップでもグランデラ、パオリニの3着に入り、その健在ぶりを示した。
2003年、10歳となったインディジェナスは、香港では10歳で出走制限年齢となる事もあって、引退レースとして通算7度目となる香港チャンピオンズ&チャーターカップに出走、最下位の13着となった。そして、2002/2003年シーズン最終日に、ホワイト騎手を鞍上に沙田競馬場で引退式を行った。
その後は屯門の公立乗馬学校で余生を送っていたが、2004年8月に病気のために死亡した。

## 血統表
| インディジェナスの血統（ノーザンダンサー系 / アウトブリード） | インディジェナスの血統（ノーザンダンサー系 / アウトブリード） | インディジェナスの血統（ノーザンダンサー系 / アウトブリード） | （血統表の出典） | （血統表の出典） |
| 父 Marju 1988 黒鹿毛                                          | 父の父*ラストタイクーン Last Tycoon 1983 黒鹿毛               | *トライマイベスト Try My Best                                 | Northern Dancer  | Northern Dancer  |
| 父 Marju 1988 黒鹿毛                                          | 父の父*ラストタイクーン Last Tycoon 1983 黒鹿毛               | *トライマイベスト Try My Best                                 | Sex Appeal       |                  |
| 父 Marju 1988 黒鹿毛                                          | 父の父*ラストタイクーン Last Tycoon 1983 黒鹿毛               | Mill Princess                                                 | Mill Reef        | Mill Reef        |
| 父 Marju 1988 黒鹿毛                                          | 父の父*ラストタイクーン Last Tycoon 1983 黒鹿毛               | Mill Princess                                                 | Irish Lass       |                  |
| 父 Marju 1988 黒鹿毛                                          | 父の母Flame of Tara 1980 鹿毛                                 | *アーテイアス Artaius                                         | Round Table      | Round Table      |
| 父 Marju 1988 黒鹿毛                                          | 父の母Flame of Tara 1980 鹿毛                                 | *アーテイアス Artaius                                         | Stylish Pattern  |                  |
| 父 Marju 1988 黒鹿毛                                          | 父の母Flame of Tara 1980 鹿毛                                 | Welsh Flame                                                   | Welsh Pageant    | Welsh Pageant    |
| 父 Marju 1988 黒鹿毛                                          | 父の母Flame of Tara 1980 鹿毛                                 | Welsh Flame                                                   | Electric Flash   |                  |
| 母 Sea Port 1980 黒鹿毛                                       | 母の父Averof 1971 黒鹿毛                                      | Sing Sing                                                     | Tudor Minstrel   | Tudor Minstrel   |
| 母 Sea Port 1980 黒鹿毛                                       | 母の父Averof 1971 黒鹿毛                                      | Sing Sing                                                     | Agin the Law     |                  |
| 母 Sea Port 1980 黒鹿毛                                       | 母の父Averof 1971 黒鹿毛                                      | Argentina                                                     | Nearco           | Nearco           |
| 母 Sea Port 1980 黒鹿毛                                       | 母の父Averof 1971 黒鹿毛                                      | Argentina                                                     | Silvery Moon     |                  |
| 母 Sea Port 1980 黒鹿毛                                       | 母の母Anchor 1966 栗毛                                        | Major Portion                                                 | Court Martial    | Court Martial    |
| 母 Sea Port 1980 黒鹿毛                                       | 母の母Anchor 1966 栗毛                                        | Major Portion                                                 | Better Half      |                  |
| 母 Sea Port 1980 黒鹿毛                                       | 母の母Anchor 1966 栗毛                                        | Ripeck                                                        | Ribot            | Ribot            |
| 母 Sea Port 1980 黒鹿毛                                       | 母の母Anchor 1966 栗毛                                        | Ripeck                                                        | Kyak F-No.11     |                  |

- 半妹ディラローシェ（父デインヒル）の産駒に、2013年・2014年天皇賞（春）優勝馬フェノーメノがいる。なお、フェノーメノの父ステイゴールドとは、1999年のジャパンカップと2001年の香港ヴァーズで対戦している。